# Avenue des Arènes-Romaines
L'avenue des Arènes-Romaines (en occitan : avenguda de las Arenas Romanas) est une voie de Toulouse, chef-lieu de la région Occitanie, dans le Midi de la France.

## Situation et accès

### Description
L'avenue des Arènes-Romaines est une voie publique. Elle traverse le quartier Purpan, dans le secteur 6 - Ouest. Elle correspond à une partie de l'ancienne route départementale 13, créée en 1813, qui va de Grenade, au lieu-dit du Carla, jusqu'à Toulouse. En 1938, elle devient la route départementale 2. En 2017, la gestion de la route a été transférée à Toulouse Métropole sur la partie qui traverse son territoire et elle est devenue la route métropolitaine 2. 
L'avenue des Arènes-Romaines naît de la place du Docteur-Joseph-Baylac, au carrefour de l'avenue de Grande-Bretagne et de la route de Bayonne. Elle suit un tracé rectiligne jusqu'au Touch, à la limite de la commune de Toulouse. Elle est prolongée au nord sur la commune de Blagnac par une avenue du même nom et, au-delà du rond-point Jean-Maga, au nord-ouest par la route de Grenade et au nord-est par l'avenue de Purpan.
L'avenue des Arènes-Romaines est empruntée sur une courte partie, entre l'allée d'Ancely et le chemin de la Flambère, par le sentier de grande randonnée 86 (GR 86), qui va de Toulouse à Bagnères-de-Luchon.

### Voies rencontrées
L'avenue des Arènes-Romaines rencontre les voies suivantes, dans l'ordre des numéros croissants (« g » indique que la rue se situe à gauche, « d » à droite) :
1. Place du Docteur-Joseph-Baylac
2. Rue Jaufré-Rudel (g)
3. Cheminement Pierre-Cardenal (g)
4. Impasse Hugues-Panassié (g)
5. Avenue du Professeur-Guy-Espagno (d)
6. Rue Jean-Viollis (g)
7. Rue Jean-Pomier (g)
8. Rue de Purpan (d)
9. Chemin de la Flambère (g)
10. Avenue de Casselardit (d)
11. Allée de la Limagne (d)
12. Avenue des Arènes-Romaines - Blagnac

### Transports

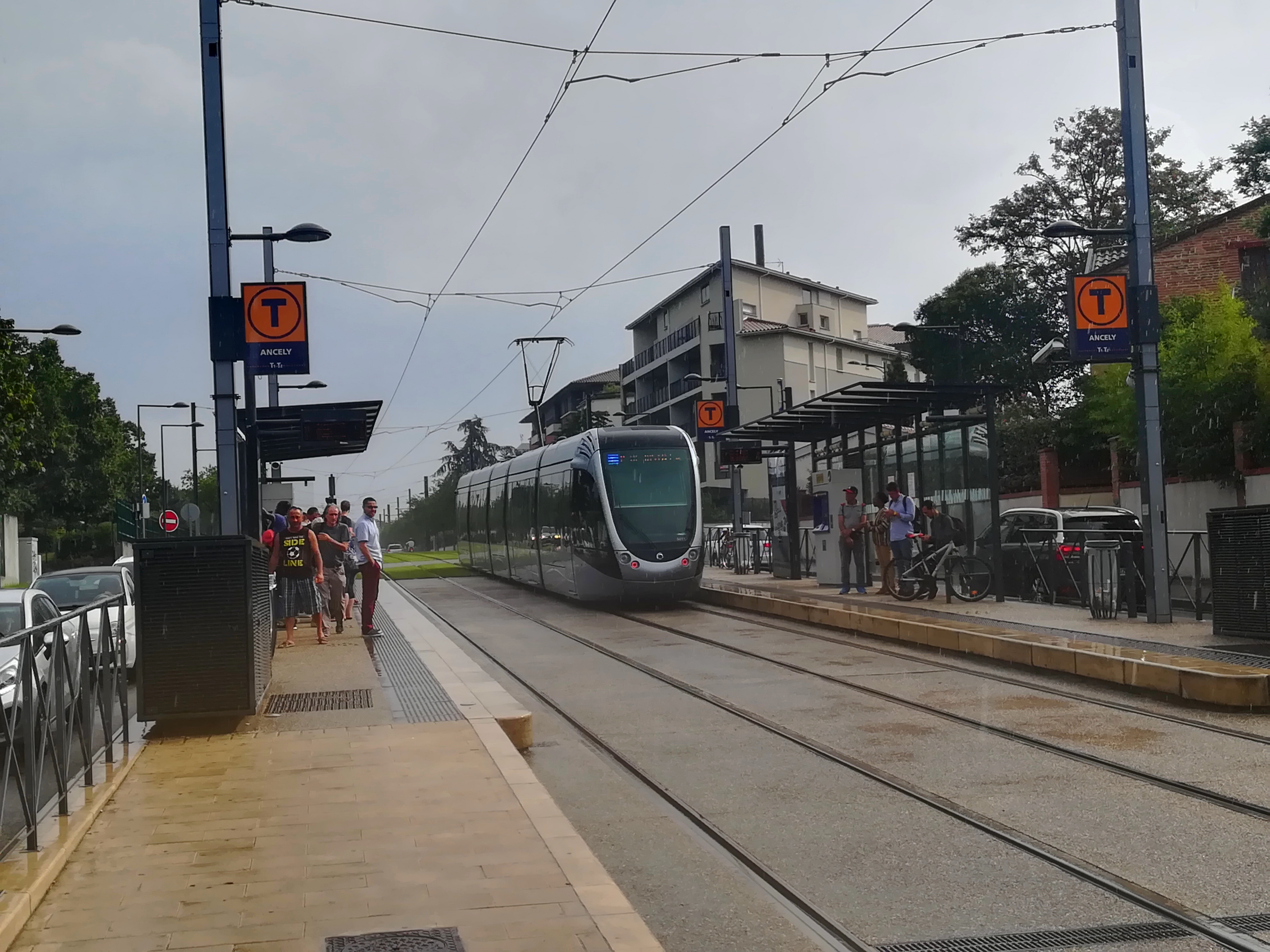
Le tramway à la station Ancely.

L'avenue des Arènes-Romaines est parcourue et desservie sur presque toute sa longueur, depuis la place du Docteur-Joseph-Baylac jusqu'au chemin de la Flambère, par les lignes de bus 46 et 66. À partir du carrefour avec l'avenue du Professeur-Guy-Espagno, et jusqu'à la limite de la ville avec Blagnac, elle est de plus parcourue par la ligne  du tramway, et desservie par les stations Arènes-Romaines et Ancely. 
De plus, le projet de troisième ligne de métro  prévoit la création de la station Blagnac au débouché de l'avenue des Arènes-Romaines, près du rond-point Jean-Maga sur le territoire de la commune de Blagnac.
L'avenue des Arènes-Romaines est également équipée de plusieurs stations de vélos en libre-service VélôToulouse : les stations no 268 (1 avenue des Arènes-Romaines), no 278 (carrefour avenue des Arènes-Romaines/avenue du Professeur-Guy-Espagno) et no 271 (151 avenue de Casselardit).

## Odonymie
L'avenue a pris le nom de l'amphithéâtre – populairement désigné comme les « arènes romaines » –, dont elle longe les ruines. À la fin du Moyen Âge, c'était le chemin ou la route de Blagnac (cami de Blanhac en occitan), du nom de la ville voisine à laquelle elle mène. Selon Jean Coppolani, on lui trouvait également, depuis le XVIIIe siècle, le nom de route de Grenade – elle est d'ailleurs encore prolongée au nord, sur le territoire de la commune de Blagnac, par la route de Grenade. Elle conserva ce nom jusqu'en 1934, date à laquelle elle devint l'avenue de Purpan, qui fut finalement changé en 1947 pour celui des Arènes-Romaines.

## Patrimoine et lieux d'intérêt

### Amphithéâtre de Purpan-Ancely
Classé MH (1974). 

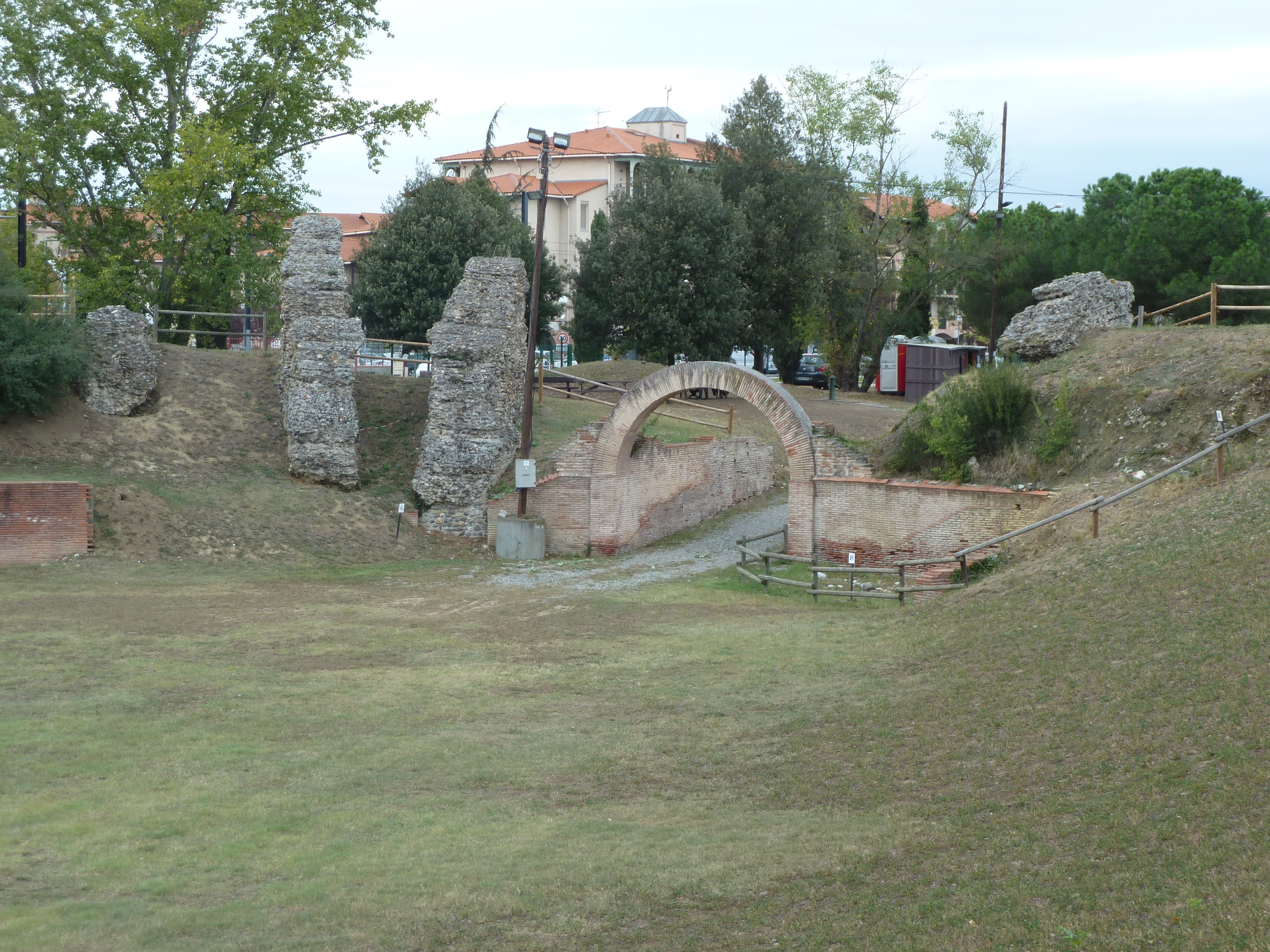
L'entrée nord de l'amphithéâtre.

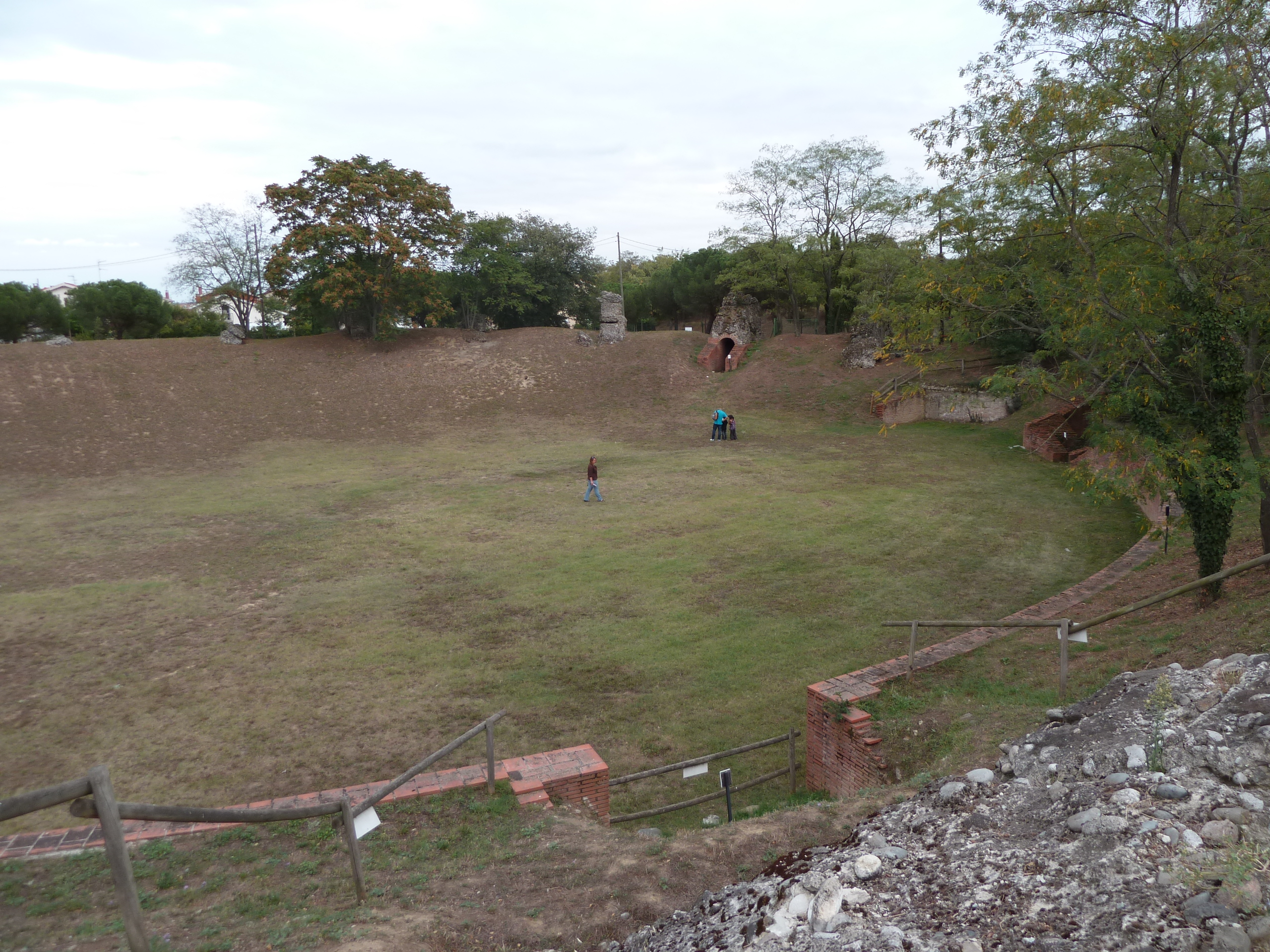
L'espace de l'arène centrale et des gradins.

L'amphithéâtre romain de Purpan-Ancely appartient à un complexe monumental qui comprend trois thermes, un marché et une fontaine, établi autour d'un village romain fondé au milieu du Ier siècle sur une terrasse de la rive gauche de la Garonne, à la confluence du Touch et à quelques kilomètres de la cité de Tolosa. L'amphithéâtre, construit pour recevoir 7 000 spectateurs, est agrandi à la fin du IIIe siècle pour en accueillir 12 000. Lors des cérémonies qui se tenaient dans le temple voisin, plusieurs types de spectacle pouvaient y être donnés : combats de gladiateurs ou d'animaux sauvages, scènes mythologiques, condamnations et amusements. Il est cependant abandonné entre la fin du IVe siècle et le début du VIe siècle : tombé en ruine, il n'est redécouvert qu'au XVIIe siècle, mais il faut attendre les années 1870 pour qu'une première campagne de fouilles soit menée sous la direction de Théodore de Sevin. Les recherches et les connaissances sont approfondies à la suite de nouveaux sondages réalisés par Michel Labrousse et Gérard Villeval en 1961 et 1962, et surtout des fouilles menées par l'université du Mirail entre 1983 et 1987. C'est alors la première fouille programmée sur le territoire de la commune de Toulouse. Elle aboutit à la mise en valeur du site archéologique, placé sous le contrôle du musée Saint-Raymond. L'amphithéâtre est aujourd'hui le seul monument romain visible à Toulouse dans sa quasi-globalité.
L'amphithéâtre présente l'originalité d'être construit presque entièrement en brique. Il est à structure pleine, c'est-à-dire qu'il a été creusé dans le socle naturel de la terrasse, sur une profondeur de 2,50 mètres. La façade extérieure, d'environ 10 mètres de haut, était rythmée par 22 exèdres en hémicycles, alternativement aveugles et ouverts sur les vomitoires (vomitoria), couloirs d'accès voûtés de 1,10 mètre de large et 2,40 mètres de hauteur, qui donnaient accès aux gradins, la cavea. Les vomitoires desservaient également plusieurs salles de service, couvertes d'une voûte surbaissée, qui communiquaient avec l'arène. Les gradins étaient séparés en deux niveaux, pour les notables et pour le peuple. Le premier, en bas, se composait de 6 gradins, le second, en haut, de 14 gradins. Ils étaient séparés de l'arène centrale par un mur de podium percé de deux grandes entrées monumentales, de 4,20 mètres de large, qui s'ouvraient à chaque extrémité de l'axe nord-sud. L'arène avait la forme d'une ellipse et mesurait 62 mètres de long sur 46 mètres de large, pour 2 300 mètres carrés,,.

### Pont sur le Touch
Inscrit MH (1950). 
Un pont sur le Touch, reliant Toulouse et Blagnac, existe déjà au XIIIe siècle. Un nouveau pont est construit, à la demande des États de Languedoc, vers 1768. Il se compose d'une arche unique en brique. Il porte de chaque côté, à la clef, un écusson aux armes des États.

### Autres
- no  105 : église Sainte-Marguerite.
- no  107 : maison de quartier des Arènes Romaines.
- no  155 : Direction départementale de l'équipement (DDE), puis Direction interdépartementale des routes (DIR) Sud-Ouest.